# Есимов, Ескендир
Ескендир Есимов (3 февраля 1929, Сайхин, Западно-Казахстанская область — 8 декабря 2021, Сайхин, Западно-Казахстанская область) — советский работник сельского хозяйства, чабан, Герой Социалистического Труда (1966), лауреат Государственной премии Казахской ССР (1982).

## Трудовой путь и достижения
Родился в селе Сайхин (ныне — Бокейординский район, Западно-Казахстанская область).
- В 1945-1957 годах работает помощником чабана в колхозе «Сайхин» Бокейординского района Западно-Казахстанской области.
- В 1957 году — старший чабан совхоза им М. Маметовой.
- В 1965 году достиг высоких показателей по производству шерсти и получению ягнят от овцематок без потерь в стаде.

С 1989 года — персональный пенсионер союзного значения, проживал в родном посёлке Сайхин. Умер 8 декабря 2021 года. Похоронен в зимовке Туекыстау.

## Награды
- Орден Ленина
- Золотая медаль «Серп и Молот»
- Герой Социалистического Труда (1966)